# Rouwtroepiaal
De rouwtroepiaal (Dives dives) is een zangvogel uit de familie
Icteridae (troepialen).

## Verspreiding en leefgebied
Deze soort komt voor van Mexico tot Nicaragua.